# لاژیادو، ریو گرانده جنوبی
لاژیادو، ریو گرانده جنوبی (به پرتغالی: Lajeado) یک شهرستان برزیل در برزیل است که در ریو گرانده جنوبی واقع شده‌است.

## خصوصیات
لاژیادو ۹۰٫۰۹ کیلومترمربع مساحت و ۷۸٬۴۸۶ نفر جمعیت دارد و ۳۲ متر بالاتر از سطح دریا واقع شده‌است.